# Uncaria sterrophylla
Uncaria sterrophylla är en måreväxtart som beskrevs av Elmer Drew Merrill och Lily May Perry. Uncaria sterrophylla ingår i släktet Uncaria och familjen måreväxter. Inga underarter finns listade i Catalogue of Life.